# Bari Sardo
Pour les articles homonymes, voir Bari (homonymie) et Sardo.
Bari Sardo est une commune de la province de Nuoro en Sardaigne (Italie).

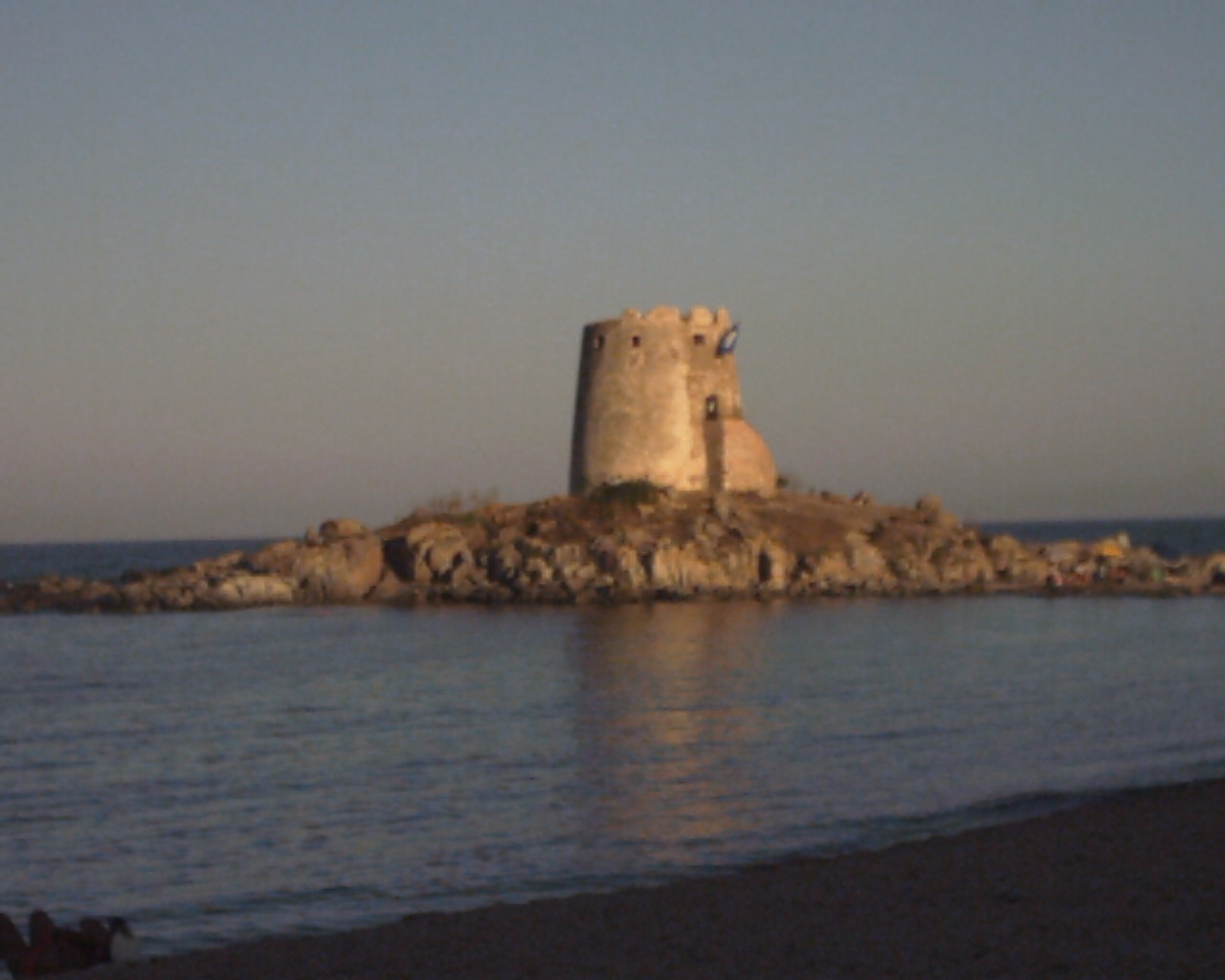
La tour de Barì

## Administration
| Période                                  | Période  | Identité          | Étiquette    | Qualité |
| ---------------------------------------- | -------- | ----------------- | ------------ | ------- |
| 29 mai 2007                              | En cours | Pietro Paolo Casu | Lista Civica |         |
| Les données manquantes sont à compléter. |          |                   |              |         |

### Communes limitrophes
Cardedu, Ilbono, Lanusei, Loceri, Tortolì

### Évolution démographique
Habitants recensés